# Сержант
Серж́ант (фр. sergent, від лат. serviens — службовець) — чин, звання молодшого командного (сержантського або унтер-офіцерського) складу в армії багатьох країн.
Розрізняють військове звання сержанта та спеціальне звання сержанта.
Звання сержанта вище за звання молодшого сержанта та нижче від старшого сержанта. Сержант у військах може бути  командувачем відділення.
У категорії військовослужбовців корабельного складу Військово-морських сил України званню «сержант» відповідає звання старшина I статті.

## Історія
Перші згадки про сержантів відносяться до початку XI століття, в Англії в ті часи сержантами називали особливий клас землевласників, службовців лицарів.
У XII столітті в Англії сержантами також називали службовців, що виконували поліційні функції.
У регулярній армії звання сержант вперше з'явилося в XV столітті у Франції, а потім в німецьких і англійських арміях.
У Середньовіччі, в західноєвропейських найманих і регулярних арміях існували декілька градацій сержантів:
1. при роті;
2. при полковому командирові, або сержант-майор, що перетворився потім на майора (у деяких сучасних арміях дане звання збереглося і є еквівалентом старшини або прапорщика);
3. при головнокомандувачі, або генерал-сержант-майор, перейменований згодом в генерал-майори.

У Франції та Німеччині сержанти займали середнє місце між фельдфебелем і капралом.

## Сержанти в Російській імперії
Звання (точніше посаду) сержанта впроваджено в російській армії у часи Петра I. Первісно сержант був найвищим чином у групі унтерофіцерів (урядників), посідаючи місце між підпрапорщиком і прапорщиком. У 1720-х р.р. незабаром після проголошення Російської імперії, з'являється чин фельдфебеля і сержант стає другим за старшинством унтерофіцерським чином. У часи Катерини II (1765—1796) існують чини старшого (впровадженого замість фельдфебеля) і молодшого сержанта. У 1798 році, за правління Павла I, чин сержанта в Російській армії скасовується, замінюючись чином портупей-прапорщика, який присвоювався найкращим з підпрапорщиків.
Погони у XVIII столітті ще не стали знаком розрізнення, тому відрізнювальною рисою сержантів, як і інших унтерофіцерів, був срібний галун на комірі, вилогах каптана й краях капелюха. Первісно унтерофіцери між собою ніяк не розрізнялися, але з 1763 року сержанти (а також фельдфебелі) отримують галун на вилогах у три ряди (у підпрапорщиків, каптенармусів і фур'єрів був галун у два ряди, у капралів — в один). У 1797 році унтерофіцерські галунні нашивки уніфікуються. Піхотні сержанти мали на озброєнні алебарди — типову унтерофіцерську зброю XVII—XVIII століть, причому в 1720-х роках сержантські алебарди відрізняються за формою від алербард каптенармусів і фур'єрів. У 1732 році алебарди стають єдиного зразка, а 1734 року взагалі скасовуються, а всі унтерофіцери отримують рушниці з багнетами. У 1796 р. Павло I повертає алебарди унтерофіцерам.

## Сержанти в СРСР
У Радянських ЗС та інших силових структурах військове (спеціальне) звання сержанта введено наказом народного комісара оборони СРСР від 2 листопада 1940 року. Присвоюється: курсантам, які завершили курси у навчальних закладах за програмою підготовки сержантів із оцінками «відмінно»; молодшим сержантам, гідним присвоєння чергового звання й призначеним на посади, для яких штатами передбачено звання сержанта або при звільненні у запас. Штатна посада — командир відділення, танка, бойової машини (в історичному контексті посаді відповідає чину капрала російської армії до 1798 р., молодшому унтер-офіцеру 1798—1917 рр.).
У категорії військовослужбовців корабельного складу ВМФ званню сержанта відповідає звання старшини 1-ї статті.
Звання сержанта позначалося трьома горизонтальними личками або поперечними смужками на погоні.

## Спеціальне звання поліції України

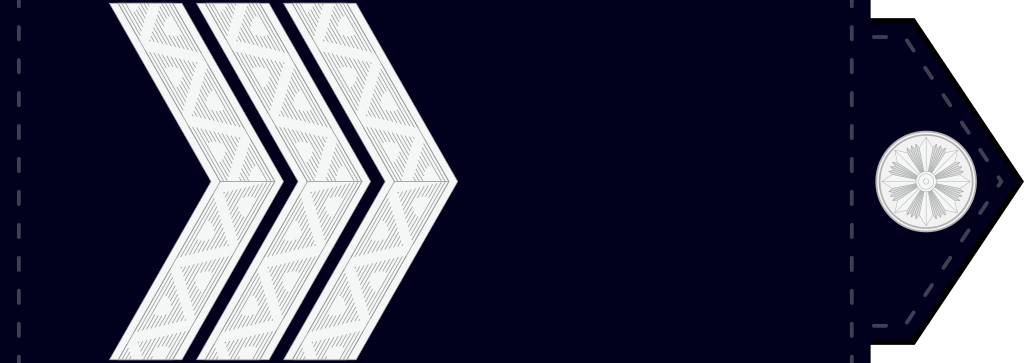
Знаки розрізнення сержанта Національної поліції

Сержант — спеціальне звання національної поліції України з 2015 року (було присутнє серед спеціальних звань попередньої міліції). Відноситься до молодшого складу.
2 липня 2015 року згідно зі ст. 80 розділу VII («Загальні засади проходження служби в поліції») Закону України «Про Національну поліцію», були встановлені спеціальні звання поліції. Нові звання дещо відрізняються від попередніх спеціальних звань міліції. Згідно зі ст. 83 Закону мінімальний строк вислуги для отримання звання сержант встановлено три роки.
Згідно з розділом ХІ «Прикінцеві та перехідні положення» при переатестації працівники міліції, що мали спеціальне звання сержант міліції, отримують спеціальне звання сержанта поліції. Звання сержанта поліції старше за звання капрала, але молодше від звання старшого сержанта
За знаки розрізнення сержанти мають по три кути на погонах.

## Військове звання в Україні
В Україні поняття сержант у ЗСУ використовується щодо військового звання сержанта.
Також використовується загально у множині: щодо сержантського складу (молодший сержант, сержант, старший сержант); сержантський корпус. Також у множині — до Сержантської Ради.
| Нижче за рангом: Молодший сержант | Збройні сили України Сержант | Вище за рангом: Старший сержант |

## Галерея

Див.  Погон сержанта ВПС, ППО, ПДВ СРСР
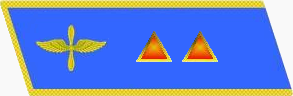
Петлиця сержанта ВПС РСЧА (з 1940 до 1943 рр.)
Нарукавний шеврон сержанта армії США
Погон сержанта Сухопутних сил Ірландії